# Què em passa, doctor?
Què em passa, doctor? (títol original en anglès: What's Up, Doc?) és una pel·lícula estatunidenca dirigida per Peter Bogdanovich, estrenada el 1972. La història, amb argument de Bogdanovich, és una adaptació de Quina fera de nena! (1938), de Howard Hawks, i va guanyar el premi al millor guió del Sindicat de guionistes estatunidencs. Aquesta pel·lícula ha estat doblada al català.

## Argument
San Francisco. Howard Bannister, un estudiant de musicologia, llunàtic i matusser (Ryan O'Neal) concorre a una beca i ha d'anar amb Eugénie, la seva promesa hipersensible i ingènua (Madeline Kahn) a un sopar donat pel director del Conservatori: Mr Larrabee (Austin Pendleton) en un hotel on ha de defensar la seva tesi sobre les roques magnètiques que ha portat en una bossa de viatge escocès. Es creua en el seu camí Judy, una jove, sexy, extravagant, i amb un Q. I d'Albert Einstein sembrant un desordre monstruós cada vegada que passa (Barbra Streisand). Decideix seduir-lo i el posarà en situacions cada vegada més ubuesques. La maleta de la noia on té els seus diners és… una bossa de viatge escocès. Al mateix temps, uns lladres preparen un complot al mateix hotel per amagar les joies d'una aristòcrata que es troben en… una bossa de viatge escocès. És clar, en el mateix moment, uns agents secrets intenten amagar documents secrets en… una bossa de viatge escocès. Durant el ball continu de les maletes que van i tornen, Judy embarca voluntàriament tot l'hotel en una sèrie de catàstrofes, fins a l'explosió d'una cambra.
L'endemà matí, tothom és en una de delirant carrera-persecució de cotxes que va en augment fins a la seva fi burlesca. De resultes d'això, són convocats tots amb el feroç jutge de la ciutat que haurà de desenredar aquest quid pro quo infernal en una escena d'antologia.

## Repartiment
- Barbra Streisand: Judy Maxwell
- Ryan O'Neal: Dr. Howard Bannister
- Madeline Kahn: Eunice Burns
- Kenneth Mars: Hugh Simon
- Austin Pendleton: Frederick Larrabee
- Michael Murphy: Mr. Smith
- Philip Roth: M. Jones
- Sorrell Booke: Harry
- Stefan Gierasch: Fritz
- Mabel Albertson: Sra. Van Hoskins
- Liam Dunn: Jutge Maxwell
- John Hillerman: M. Kaltenborn
- George Morfogen: Rudy
- Graham Jarvis: Bailiff
- Randy Quaid: Professor Hosquith
- M. Emmet Walsh: Oficial
- Jack Perkins: Lladre de joies
- Don Bexley: Porter

## Localitzacions
La pel·lícula està rodada a San Francisco, i inclou localitzacions com l'Alta Plaza Park, el Bristol Hotel, el barri Russian Hill, Market Street i la confluència entre els carrers 22nd Avenue i Balboa Street.